# XHTML Mobile Profile
XHTML Mobile Profile (abreviado como XHTML MP) é uma linguagem de programação de hipertexto baseado em XHTML e desenvolvido para celulares e outros aparelhos similares.